# Прагматика
Прагматиката (гръцки: πραγμα, pragma - действие, действителен) е дял на лингвистиката, който изучава начините, по които контекстът влияе върху значението; тоест „значението в контекста и езиковата употреба“ (Церданелис, Уонг, 2004:239). Заедно със семантиката това са двете основни полета в лингвистиката, занимаващи се със значението . Прагматиката обхваща теория на речевите актове, импликатурата в разговор, конверсационен анализ и други подходи към езиковото поведение във философията, социологията и лингвистиката . Тоест прагматиката представлява когнитивно, социално и културно изучаване на езика и комуникацията. Прагматиката изучава как трансмисията на значението зависи не само от езиковото знание (като граматика, речник и т.н.) на говорещия и слушащия, но също така и от контекста на изразяване, произнасяне, изричане, знание за статуса на тези, които са включени в разговора, загатнатото намерение на говорещия и прочее .

## Различни дефиниции
Първо за прагматика пише Чарлз Пиърс през 19 век, а е дефинирана за пръв път от Чарлз Морис. Той определя три дяла на семиотиката: *(1) синтаксис, изследването на „формалните взаимоотношения между знаците“, *(2) семантика, изучаването на „отношенията на знаците към обектите, към които те се отнасят“ и *(3) прагматика, изучаване на „отношението знаци-интерпретатори“. Днес под прагматиката се разбира основно науката изучаваща възприемането, разбирането и изучаването на естествените езици, и по-специфично, на това как контекстът повлиява интерпретирането на значенията. Като под контекст тук се има предвид в най-общия смисъл ситуация, тоест всичко включително извън-лингвистични фактори - социални, психологически, природни, и т.н. Съвременна прагматика, която е лингвистически ориентирана се развива под влиянието на идеи на Лудвиг Витгенщайн.
Според други определения прагматиката има три сравнително различни значения:
- Раздел на семиотика, който изучава отношенията между системи на знаците и тези, които ги използват (дефиницията на Морис)
- Условия, съпровождащи употребата на езикови знаци
- Раздел на езикознание, изучаващ условия на ползването на езикови знаци от говорещия

Въздействието на прагматика се определя чрез съдържанието и оформлението на изказването. След превода част от прагматическо значение може да бъде изгубено. Според Нойберт има 4 нива на прагматически взаимоотношения в превода.
- Висша преводимост (научно-техническа литература и т. н.)
- Успешна (информационно-аналитически материал за чуждоезична аудитория)
- Превод на текст с ограничения (превод на художествена литература)
- Случай, където възпроизвеждането на прагматически оригинал чрез превода е почти невъзможно (когато оригиналът на текста е специфично насочен към носителите на езика)

Според теория на Катарина Райс (Katharina Reiss: Skopostheorie) не е нужно отделно предаване на прагматика в превода. Тя я отрича като целта на превода и утвьрждава, че преводът трябва да отговаря само на изискванията на поръчителя.
С темата на прагматика се занимава Юрий Лотман, който е основател на Тартуската семиотична школа. Архивьт на Лотман се смята за един безценен научен ресурс.